# Begonia × chungii
Begonia × chungii é uma espécie de Begonia.